# Diptero

Diptero

Il diptero (dal greco δίπτερος - a due ali) è un tipo di tempio greco. È sostenuto su tutti e quattro i lati da due colonne (in greco: peristasi). Raddoppiando la posizione delle colonne rispetto ai peripteri, risultano i fronti e i dorsi di almeno otto colonne. È poi possibile inserire file di colonne aggiuntive nella parte anteriore e posteriore. Una variante è lo pseudodiptero, in cui viene omessa la posizione della colonna interna.

## Storia
Il tempio diptero era particolarmente diffuso nell'Asia Minore ionica. Esempi famosi sono:
- il tempio di Hera III (cosiddetto Tempio di Rhoikos) nell'Heraion di Samo con le sue colonne esterne (8 × 21) e interne (6 × 19), il fronte a otto colonne e il retro a dieci
- il suo successore Heraion IV, costruito sotto Policrate, ora con una sala posteriore a nove colonne
- il tempio arcaico e tardo classico di Artemide a Efeso, con 8 × 22 colonne nella corona esterna, nonché sale anteriori e posteriori con tre colonne, con dimensioni stilobate di circa 55 × 115 metri
- l'arcaico tempio di Apollo a Didima, con colonne esterne 8 × 21, una facciata a otto colonne e una sala posteriore a nove
- il suo successore ellenistico con colonne esterne 10 × 21
- l'Artemision di Sardi, che è una struttura piuttosto complessa. Dalla planimetria a diptero con posizioni di colonne triplici sul fronte e sul retro, vengono omesse le colonne interne dei lati lunghi. Così nella seconda metà del III secolo a.C. si può cogliere uno stadio preliminare dei successivi templi pseudodipteri.

Anche l'Olympieion di Atene fu progettato come diptero e consacrato nel 131/132 dopo un lungo periodo di costruzione sotto l'imperatore Adriano.